# 黄騰輝
黄 騰輝（こう とうき、Robert Huang、1959年12月5日 - ）は、台湾の芸術家、実業家。イングリッシュティーチェーン「ローズハウス」（古典玫瑰園）の創業オーナー。

## 概要
薔薇を描くアーティストとして国際的に知られる。絵画に留まらず、薔薇をテーマとしたニューエイジアートの旗手としても活動している。若手起業家としての面もあり、自ら英国式紅茶専門店の展開をプラン化し実行した。黄が細部までデザインした店舗空間は薔薇の家“ローズハウス”と命名された。“ローズハウス”は英国式アフタヌーンティの専門店チェーンとして展開され、今では世界中で50店を出店展開している。この事業の成功により黄は傑出した若い起業家として、台湾の優秀アントレプレナー賞を受賞した。
黄の作品は、シティバンク、ABNアムロ銀行、GMのキャディラックなど、数多くの国際企業で採用されている。2003年には、VISAインターナショナルの芸術審査チームに認可され、黄の描くバラの絵は国際VISAクレジットカードの表紙デザインに組み入れられた。これは華人画家としては異例の出来事である。2004年にはイギリスの古典芸術家であるジョセフ・ア・ベイリー（エリザベス2世ご成婚時使用の引出物をデザイン）の作品復刻に取り組み、イギリスの老舗陶器メーカーであるエインズレイ（Aynsley）社にその作品の使用承認を与えた。Aynsleyはこのデザインを元にビクトリアス・スピリッツの再現として薔薇シリーズの陶磁器を世界中で販売した。また、2008年にはAynsleyのためにEnglish Rose Goldシリーズの磁器をデザインし、ドイツのフランクフルト展示会に出品された。現在、黄の陶磁器作品は世界80ヵ国以上で収蔵されている。2009年に日本のクレジットカード業界最大手のJCBとも提携し、「墾丁の薔薇園」という作品がJCBカードの表紙デザインに使われ、台湾をテーマにした最初の芸術提携クレジットカードが発行された。2010年には中国の監督である田沁鑫の演劇「赤い薔薇と白い薔薇」とコラボレーションし、ローズアートの中国本土における推進に取り組んでいる。
また、同年に油絵作品「星の王子さまの薔薇園」が中国北京POLYオークションで212,800人民元（約283万円）で落札された。（2010年6月現在、黄の油絵は歴史芸術価格指数ランキングの中華人画家部門で294位）。
黄は詩人でもある。芸術創作活動を通して薔薇芸術の夢を編みつづけているが、油絵の原作と版画は、特に世界中の収集家に人気が高く、国際的な芸術オークションでも高い評価がついている。黄は、「常にロマンを持ち、バラ園で自分自身がバラの素晴らしさと寂しさをのんびりと味わう時間がなによりも大切」と雑誌インタビュー等で語っている。黄は薔薇に魅せられたロマン派の芸術家として、現代版「星の王子さま」とも呼ばれている。

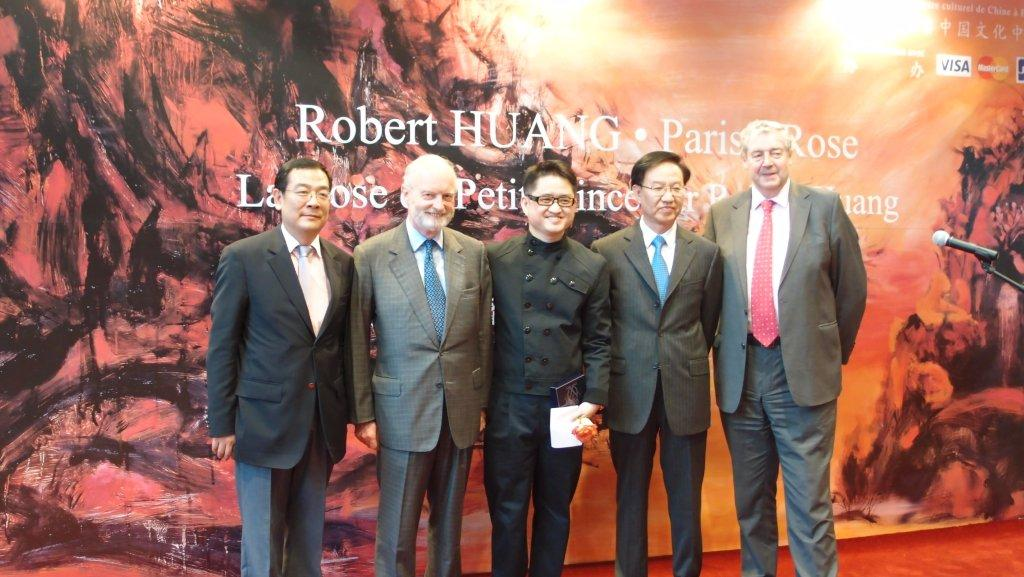
黃騰輝巴黎畫展2011年
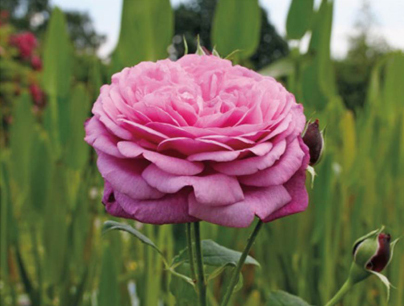
「ロバート・ファンローズ」(2011年命名)
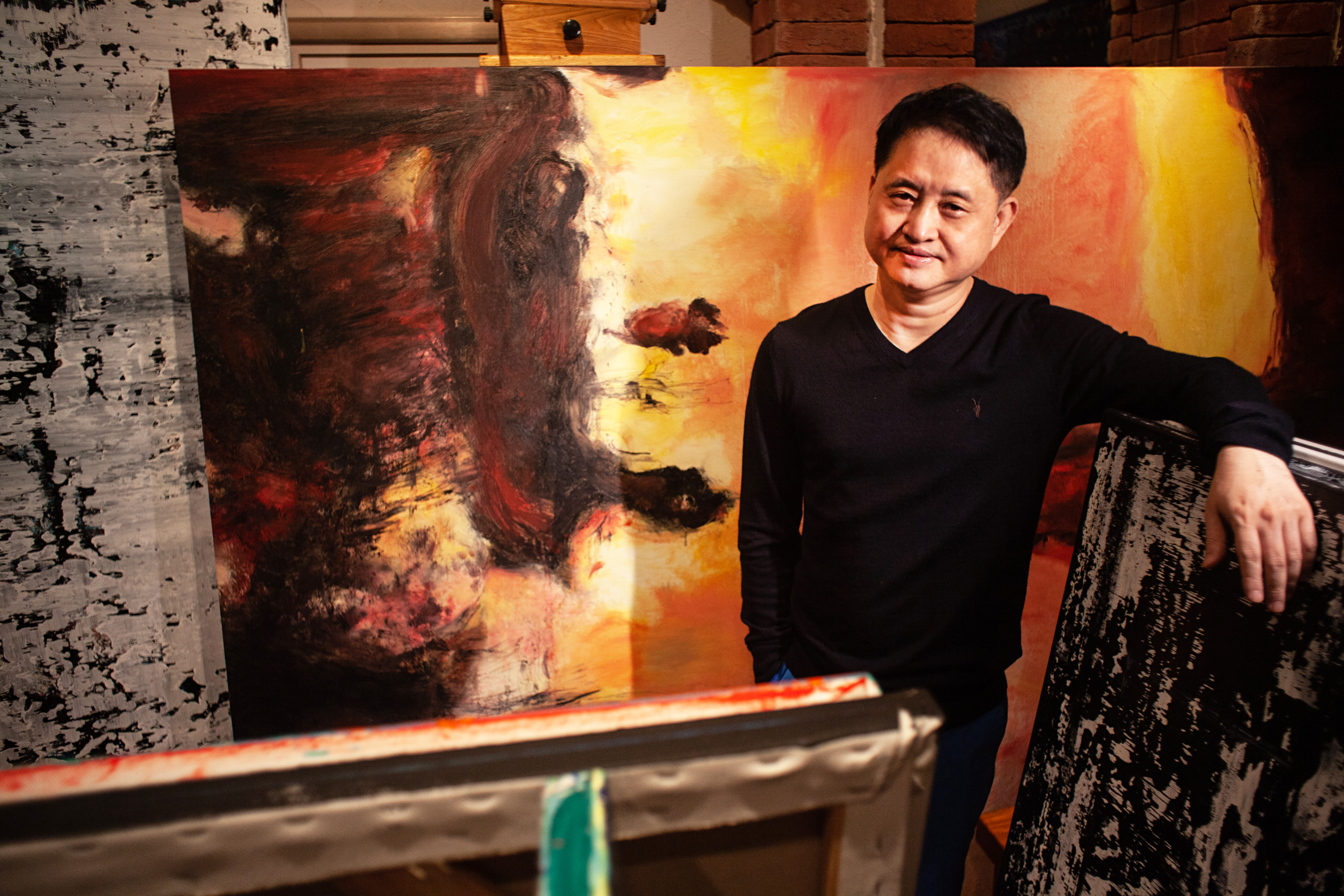
2019年